# Плес
Реч плес се користи за покрет људског тела било као врста уметности (балет) или као вид дружења (социјализације), духовног или неког другог ритуала или ради забаве. Плес постоји од памтивека, претпоставља се да је још прачовек практиковао игру око ватре.
Плес је форма сценске уметности која се састоји од сврсисходно одабране секвенце људских покрета. Ови покрети имају естетску и симболичку вредност, и признати су као плес од стране извођача и посматрача унутар одређене културе. Плес се може окарактерисати и описати по његовој кореографији, по његовом репертоару покрета, или по његовом историјском периоду или месту порекла.
Постоји значајна разлика између контекста позоришног и партиципативног плеса, мада те две категорије нису увек комплетно раздвојене; оба имају специјалне функције, било друштвену, церемонијалну, такмичарску, еротичну, борилачку, или световно/литургијску. За друге форме људског кретања се понекад каже да имају плесу сличан квалитет, укључујући борилачке вештине, гимнастику, чирлидинг, уметничко клизање, синхроно пливање, марширајуће бендове и многе друге облике атлетике.

## Извођење и учествовање
Позоришни плес, такође звани извођачки или концертни плес, намењен је првенствено за представе, обично га изводе на позорници виртуозни плесачи. Њиме се често дочарава прича, користећи миме, костиме и сценографију, или једноставно тумачи музичку пратњу, која је често посебно компонована. Примери су западни балет и модерни плес, класични индијски плес и кинеске и јапанске песме и плесне драме. Већина класичних форми је центрирана на самом плесу, мада се извођачки плес исто тако може јавити у опери и другим облицима музичког театра.
Партиципаторни плес, с друге стране, било да је то народни плес, друштвени плес, групни плес као што су линијски, кружни, ланчани или квадратни плес, или партнерски плес као што је уобичајено у западним плесовима у дворани, изводи се првенствено ради неког заједничког циља, као што је друштвена интеракција или вежба учесника, а не ради посматрача. Такав плес ретко има за циљ изражавање приче. Групни плес и кордебалет, друштвени партнерски плес и pas de deux, дубоко се разликују. Чак и соло плес се може предузимати искључиво за задовољство плесача. Партиципаторни плесачи често сви користе исте покрете и кораке мада, на пример, у рејв култури електронске плесне музике, огромне гомиле могу да учествују у слободном плесу, који није координиран са особама око њих. С друге стране, неке културе полажу строга правила за поједине плесове у којима, на пример, човек, жена и дете може или мора да учествује.

## Порекло
Археолошка евиденција за постојање раног плеса обухвата 9.000 година старе слике у Индији из камених склоништа Бимбетке, и египатске гробничне слике које приказују плешуће фигуре, датиране на период око 3.300. п. н. е. Претпоставља се да је пре проналаска писаних језика плес био важан део оралних и перформансних метода преношења прича са генерације на генерацију. Употреба плеса у екстатичним стањима транса и ритуалима исцељивања (као што је уочљиво и у многим данашњим „примитивним“ културама, од бразилских кишних шума до пустиње Калахари) се сматра да је био још један рани фактор у друштвено развоју плеса.
Референце на плесе се могу наћи у веома раној записаној историји; грчки плес (horos) помиљу Платон, Аристотел, Плутарх и Лукијан. Библија и Талмуд наводе мноштво догађаја везаних за плес, и садрже више од 30 различитих плесних термина. У кинеском грнчарству још од раног неолитског периода, групе људи су приказиване плешући у линији држећи се за руке, и најранија кинеска реч за плес је записана на костима за прорицање судбине. Плес се исто тако описује у аналима Lüshi Chunqiu. Примитивни плес древне Кине је био везиван за магијске и шаманске ритуале.
Током првог миленијима п. н. е. у Индији, састављени су многи текстови који су покушали да кодирају аспекте свакодневног живота. Бхарата Мунијева Натјашастра (дословно „текст драматургије“) је један од најранијих текстова. Он се углавном бави драмом, у којој плес игра важну улогу у Индијској култури. У том делу се плес карактерише у четири типа - секуларни, ритуални, апстрактни и интерактивни - и у четири регионална варијетета. Тај текст садржи детаље о различитим покретима руку (mudras) и класификује покрете удова, корака и тако даље. Постојана континуирана традиција плеса се од тада наставила у Индији до данашњих дана, где и даље игра улогу у култури, ритуалима, и посебно у забавној индустрији Боливуда. Многи други облици савременог плеса могу се такође пратити до историјског, традиционалног, церемонијалног и етничког плеса.

## Плес и музика
Плес се генерално, мада не ексклузивно, изводио уз музику и могао је, мада није морао, да буде извођен у такту такве музике. Неки плесови (као што је степ плес) могу да пруже њихову сопствену звучну пратњу уместо (или поред) музике. Многи рани облици музике и плеса створени су једни за друге и често се изводе заједно. Значајни примери традиционалних плесних/музичких спојева обухватају жигу, валцер, танго, диско и салса. Неки музички жанрови имају паралелну плесну форму као што су барокна музика и барокни плес; друге врсте плеса и музике могу да деле номенклатуру, али да су развијане засебно, као што су класична музика и класични балет.

## Плес и ритам
Ритам и плес су били дубоко повезани током историје и праксе. Амерички плесач Тед Шон је написао; „Концепција ритма која је основа свих студија о плесу је нешто о чему можемо да причамо заувек, а још увек да не завршимо.“ Музички ритам захтева два главна елемента; Прво, редовно понављајући пулс (који се такође назива „куцањем“ или „тактом“) који успоставља темпо и друго образац акцената и пауза који успоставља карактер метрике или основни ритмички патерн. Основни пулс је отприлике једнак по трајању са једноставним кораком или гестом.
Плесови углавном имају карактеристичан темпо и ритмички узорак. На пример, танго се обично игра у 2
4 времену са приближно 66 откуцаја у минути. Основни спори корак, који се назива „споро“, траје један откуцај, тако да је пуни „десни-леви“ корак једнак једној 2
4 мери. Основни напред и назад корак плеса је тако броји - „споро-споро“ - док се многе додатне фигуре рачунају „споро - брзо-брзо“.
Баш као што су музички ритмови дефинисани узорком снажних и слабих откуцаја, тако понављани покрети тела често зависе од наизменичних „јаких“ и „слабих“ мишићних покрета. С обзиром на ову алтернацију лево-десно, напред-назад и горе-доле, заједно са билатералном симетријом људског тела, природно је да су многи плесови и пуно музике у дуплом и четвороструком метру. Међутим, пошто неки такви покрети захтевају више времена у једној фази од друге - као што је дуже време које је потребно за подизање чекића него ударац - неки плесни ритмови једнако природно падају у троструки метар. Повремено, као у народним плесовима Балкана, плесне традиције у великој мјери зависе од сложенијих ритмова. Даље, комплексни плесови састављени од фиксне секвенце корака увек захтевају фразе и мелодије одређене фиксне дужине која прати тај низ.
Сам чин плеса, сами кораци, генеришу „иницијални скелет ритмичних откуцаја“ који мора претходити било којој одвојеној музичкој пратњи, док сам плес, колико и музика, захтева очување ритма исто колико и коришћење понављајућих покрета као што су корачање, вича и копање, док постају рафиранији.
Музичка пратња је стога настала у најранијем плесу, тако да су још древни Египћани приписали извор плеса божанском Атхотусу, за кога се сматрало да је уочио да музичка пратња религиозних ритуала узрокује ритмичке покрете учесника и да доводи те покрете у пропорционалну меру. Иста идеја, да плес произлази из музичког ритма, се даље налази у ренесансној Европи у делима плесног мајстора Гуглиелмо Ебрео да Песара који говори о плесу као физичком покрету који произилази из и изражава унутрашње, духовно кретање које је у складу са „мерама и савршеним хармонијским слогом“ људског слуха. Њему је претходила Мехтилда Магдебуршка која је плес сматрала симболом светог живота предоченог Исусовом изреком: „I have piped and ye have not danced“, и која пише;
Туано Арбова прослављена плесна расправа из 16. века Orchésographie, започиње са дефинисањем више од осамдесет различитих бубњарских ритмова.
Као што је горе речено, плес је био представљен кроз векове као активност која се појавила у одговору на музику. Линколн Кирстин је имплицирао да је исто тако вероватно да је примитивна музика произашла из плеса. Шон се слаже, наводећи да је плес „био прва уметност људске расе, а основа из које су све остале вештине расле“ и да је чак и „метрика у нашој данашњој поезији резултат акцента условљеног телесним покретима, пошто су плес и рецитовање симултано извођени“ - тврдња која је донекле подржана заједничком употребом термина стопа за опис основних ритмичких јединица поезије.
Шоулс, који није плесач већ музичар, подржава то гледиште, наводећи да су сталне мере музике, са два, три или четири откуцаја по сегменту, њене једнаке и избалансиране фразе, редовне каденце, контрасти и понављања, све могу приписати „непроцењивом“ утицају плеса на музику.
Емил Жак-Далкроз, првенствено музичар и наставник, говори о томе како га је проучавање физичких кретања пијаниста довело до „открића да музичке сензације ритмичке природе производе мишићни и нервни одговор целог организма“, чиме се развија „специјална обука дизајнирана да регулише нервне реакције и утиче на координацију мишића и живаца“, и да га је то ултимативно навело да тражи везе између „уметничке музике и плеса“, коју је формулисао у свој систем еуритмике. Он је закључио да је „музички ритам само звучна транспозиција кретања и динамике који спонтано и нехотично изражавају емоције“.

## Занимања
Плесач или плесачица је особа која покретима тела прати музику и на тај начин изражава неку идеју или причу.
Постоји неколико различитих занимања људи која су повезана са плесом:
- Професионални плесачи су обично ангажовани уговором за извођење одређених тачака и перформанси.
- Плесни учитељ држи часове о извођењу одређених плесних тачака, а може и бити тренер професионалним плесачима.
- Кореограф је музичко–сценски уметник који се у позоришту бави креирањем играчких аранжмана (корака, покрета, фигура и слично) за позоришну представу (балетску, драмску, оперску).

## Плесне форме
- Балет
- Савремени плес
- Друштвени плесови
- Оријентални плесови

## Модерни друштвени плесови
Данас се у клубовима (оно што се раније звало диско) практикује оно исто што је патентирао још прачовек, али постоје и стандардизоване форме плеса у којима се плесни парови такмиче.

## Латино-амерички плесови
- Румба
- Самба
- Ча-ча-ча
- Мамбо
- Салса
- Баћата
- Меренге
- Регетон

## Класични плесови
- Бечки валцер
- Енглески валцер
- Танго
- Фокстрот
- Полка
- Вестерн Полка
- Рокенрол
- Акробатски рок'н'рол